# مارسيو دي أوليفيرا
مارسيو دي أوليفيرا هو منافس ألعاب قوى برازيلي، ولد في 27 نوفمبر 1912، وتوفي في 22 مارس 1978.

## وصلات خارجية
- مارسيو دي أوليفيرا على موقع أوليمبيديا (الإنجليزية)